# Abuso de confianza (película de 1991)
Abuso de confianza (título original: She Says She's Innocent) es un telefilme de 1991 dirigida por Charles Correll y protagonizada por Katey Sagal, Jameson Parker y Robert Picardo.

## Argumento
Tres amigas adolescentes entran en una pelea. Accidentalmente una de ellas muere. Las dos chicas restantes se prometen entonces guardar silencio.

## Reparto
| Actor             | Personaje       |
| ----------------- | --------------- |
| Katey Sagal       | Susan Essex     |
| Jameson Parker    | Eric Reilly     |
| Robert Picardo    | Raymond Gilmore |
| Alan Rachins      | Matthew Essex   |
| Amy Moore Davis   | Ashley Padford  |
| David Lascher     | Ryan Larson     |
| Charlotte Ross    | Justine Essex   |
| Kimberly Cockrell | Vicky Gilmore   |
| Linda Pierce      | Amy Gilmore     |
| Rick Warner       | Peter Hudson    |

## Recepción
Hoy en día la película ha sido valorada en portales cinematográficos. En IMDb, con aproximadamente 540 votos registrados, el filme obtiene una media ponderada de 6,0 sobre 10. En cuanto a Rotten Tomatoes, los menos de 50 votos registrados allí le dieron una valoración media de 3,7 de 5. También cabe destacar, que en La Vanguardia el 58 % de los usuarios registrados allí le dan a la película una valoración positiva.